# Helen Hayes
Helen Hayes Brown (Washington, DC, 10 de outubro de 1900 – Orangetown, 17 de março de 1993), foi uma atriz norte-americana. Conhecida como "a primeira-dama do teatro estadunidense", Hayes foi uma das 18 pessoas a receber todos os mais importantes prêmios da indústria do entretenimento de seu país — Emmy, Grammy, Oscar e Tony.
Ela também foi a primeira mulher e a primeira pessoa a ganhar a Tríplice Coroa de Atuação. Hayes também recebeu a Medalha Presidencial da Liberdade, a maior honra civil do país, do presidente Ronald Reagan em 1986. Em 1988, ela foi premiada com a Medalha Nacional de Artes.

## Biografia
Hayes começou a carreira no teatro em tenra idade. Ela disse que sua estreia nos palcos foi aos 5 anos de idade cantando no Washington Belasco  Theatre (na Lafayette Square, em frente à Casa Branca).  Aos dez anos de idade, ela fez um curta-metragem chamado Jean e a chita Doll, mas só se mudou para Hollywood quando seu marido, o dramaturgo Charles MacArthur, assinou um contrato Hollywoodiano. Ela frequentou a Academia do Convento do Sagrado Coração, em Washington e se graduou em 1917. Três anos depois já estava na Broadway e teve uma carreira teatral brilhante de mais de 60 anos.
Sua estreia no cinema sonoro foi O Pecado de Madelon Claudet, com o qual ganhou o Oscar de melhor atriz. Em seguida participou de filmes como Médico e Amante (com Myrna Loy); Adeus à armas (com o ator Gary Cooper, a quem Hayes admitiu ter achado extremamente atraente); The White Sister; What Every Woman Knows (a reprise de seu sucesso da Broadway); e Vanessa: Her Love Story. No entanto, ela nunca se tornou uma atriz favorita entre os fãs e por achar o teatro mais sedutor, decidiu voltar aos palcos.
Hayes ganhou três prêmios Tony  por suas performances no teatro, o primeiro em 1947 com o musical Parabéns (1946–1948); o segundo com Time Remembered (1958); e o terceiro em 1980, que foi concedido em homenagem a sua carreira teatral. Helen Hayes também foi vencedora de dois prêmios Oscar por: O Pecado de Madelon Claudet (1931) e por Aeroporto (1970), este último de melhor atriz coadjuvante/secúndaria.
Em 12 de maio de 1986, o presidente Ronald Reagan lhe atribuiu a Medalha Presidencial da Liberdade, a mais alta honra civil da América.
Era mãe da atriz de teatro Mary MacArthur, que morreu em 1949 com 19 anos, e mãe adotiva do ator James MacArthur.

## Morte
Helen Hayes morreu aos 92 anos em Nyack, Nova York, no dia 17 de março de 1993 devido a insuficiência cardíaca e pouco tempo depois da morte de Lillian Gish, que fora sua amiga por décadas. Gish deixou Hayes como beneficiária de sua propriedade, mas Hayes sobreviveu apenas um mês após sua. Helen Hayes foi sepultada no cemitério de Oak Hill, em Nyack. As luzes da Broadway foram diminuídas por um minuto, às 8 horas do dia em que ela morreu.

## Filmografia
- 1985 — Murder with Mirrors
- 1983 — A Caribbean Mystery
- 1982 — Murder Is Easy
- 1978 — A Family Upside Down
- 1977 — Candleshoe
- 1976 — Vitória em Entebbe
- 1976 — Arthur Hailey's the Moneychangers

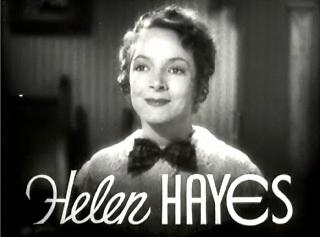
Helen Hayes em "What Every Woman Knows" (1934)

- 1975 — One of Our Dinosaurs Is Missing
- 1974 — Black Day for Bluebeard
- 1974 — As Novas Aventuras do Fusca
- 1973 — The Snoop Sisters
- 1972 — Harvey
- 1971 — Do Not Fold, Spindle, or Mutilate
- 1970 — Aeroporto
- 1970 — The Front Page
- 1969 — Arsenic and Old Lace
- 1959 — The Cherry Orchard
- 1959 — Third Man on the Mountain
- 1956 — Anastasia, a Princesa EsquecidaAeroporto (filme)|
- 1952 — My Son John
- 1935 — Vanessa: Her Love Story
- 1934 — What Every Woman Knows
- 1933 — Night Flight
- 1933 — Another Language
- 1933 — The White Sister
- 1932 — The Son-Daughter
- 1932 — Adeus às Armas
- 1931 — Médico e Amante
- 1931 — O Pecado de Madelon Claudet